# La Condamine
La Condamine Monaco bevásárlónegyedében található városrész. La Condamine Fontvieille mellett a legfontosabb mentési központja Monacónak.

## Történelem
Az 1911-ben elfogadott alkotmány szerint Monacót három városra osztották fel, tehát Monaco városra, Monte-Carlóra, valamint La Condamine-re. 1917-ben, miután La Condamine-t felosztották, területe jelentősen csökkent, bár ha Monaco teljes területét nézzük, nem számít túlságosan jelentősnek.

## Földrajz
A városrész magában foglal egy völgyet, melyben végigfut a monacói vasút. A völgyben található vasút az összekötő út La Condamine és Monte-Carlo között.

## Nem hivatalos részei
Gyakran La Condamine városrészhez sorolják Moneghettit, és ritkább esetben Fontvieille-t is, ez a közös történelemnek köszönhető.